# Théâtre de l'Eldorado
Pour les articles homonymes, voir Eldorado (homonymie).
Le théâtre de l'Eldorado est un ancien théâtre, music-hall et cinéma du 3e arrondissement de Lyon. Il est édifié en 1894 sur les terrains d’une ancienne brasserie, au no 33 cours Gambetta. Inscrit au titre des Monuments historiques en 1982, il est finalement détruit en 1993 et radié des monuments historiques en 2010.

## Historique
Le théâtre de l'Eldorado s'installe en 1894 sur l'emplacement d'une ancienne brasserie du cours Gambetta, qui en 1846 appartenait à MM. Bouvard et Gouffard et qui fut revendue en 1853 à MM. Piolat et Jean-Paul Corrompt. En 1877, la brasserie est tenue par la veuve et le fils de Jean-Paul Corrompt jusqu'en 1891, où elle fut achetée par M. Gentelet. L'établissement commence alors à donner des concerts en soirée. Au cours de l'année 1894, les bâtiments de la brasserie et son terrain sont achetés puis démolis pour la construction d'une salle de spectacle. La construction est confiée à l'architecte Claudius Porte. 
L'Eldorado ouvre ses portes le 15 juin 1894 et devient rapidement très populaire. Quelques pensionnaires du Moulin-Rouge participent à l'inauguration. Au début du XXe siècle, il est rebaptisé « Le nouveau théâtre » et oriente sa programmation vers le mélodrame, la comédie et l'opérette,.
Des séances de cinémas sont organisées dès 1905. En septembre 1929, le dernier spectacle y est présenté et le théâtre est définitivement transformé en décembre 1929 en cinéma projetant des films parlants, des artistes continuant toutefois de s'y produire lors des entractes. La salle diffuse en mars 1930 le film Le Mystère de la villa rose accompagné d'« actualités parlées » ; elle fait partie des 48 cinémas dénombrés à Lyon en 1931.
En 1977, le metteur en scène Bruno Boëglin s’y installe avec sa troupe jusqu'en 1986. 

### Protection et destruction
Le 13 décembre 1982, le bâtiment est inscrit à l’Inventaire supplémentaire des monuments historiques. En 1992 le théâtre est à l'abandon et Jack Lang, alors ministre de la culture, donne son accord pour le démolir et reconstruire un immeuble de bureaux incluant une salle de théâtre ; la question se pose sur la conservation des éléments classés. En janvier 1993, une dérogation du ministre de la Culture remet en cause la loi de protection du bâtiment et le théâtre est démoli en mars 1993. Il est radié des monuments historiques par arrêté du 12 mars 2010. 
Avant le début de la démolition ont été prélevés les éléments du décor encore inscrits à l'inventaire supplémentaire des monuments historiques, éléments qui devaient être réemployés dans l'atrium du nouvel immeuble construit sur une parcelle à proximité. Le promoteur ne tient toutefois pas sa promesse.